# Almut Heise
Almut Heise (* 23. September 1944 in Celle) ist eine mehrfach mit Preisen ausgezeichnete deutsche Malerin und Grafikerin und Professorin an der Hochschule für Angewandte Wissenschaften Hamburg.

## Lehrjahre
Almut Heise begann ihre künstlerische Ausbildung 1965–1967 mit einem Studium am Hochschulinstitut für Kunst- und Werkerziehung in Mainz bei Klaus Jürgen-Fischer. Von 1967 bis 1970 besuchte sie die Hochschule für bildende Künste Hamburg, wo zu ihren Lehrern Gotthard Graubner und Paul Wunderlich gehörten. Anschließend wurde ihr mit einem DAAD-Stipendium ein Jahr am Royal College of Art in London ermöglicht, wo sie bei den Lehrern Allen Jones, David Hockney und Peter Blake Unterricht nahm.

## Wirken
Almut Heises erste Arbeiten beschäftigen sich vor allem mit der präzisen Darstellung von typischen Interieurs der Fünfzigerjahre: von Cocktailsesseln bis hin zu Übergardinen, Topfpflanzen und Tapeten- und Teppichmustern. Ging es zunächst um eher unkritische Beschreibung des Wirtschaftswunders jener Zeit, flossen zunehmend Pop-Art-Elemente, Ironie und Sozialkritik in ihre Zeichnungen, Radierungen und Gemälde ein. 
Seit Mitte der 1960er-Jahre entsteht ein konzentriertes zeichnerisches Werk, mit dem sie das konventionelle Verständnis der Zeichenkunst erweitert. Von 1974 an widmete sie sich vor allem der Darstellung von Menschen. Ihre Bilder möchte sie nur vordergründig als realistisch verstanden wissen. 
1978 wurde sie als Professorin an die Hochschule für Angewandte Wissenschaften Hamburg verpflichtet, Fachbereich Gestaltung. 2007 beendete sie die Lehrtätigkeit.
1978 porträtierte sie die Schriftstellerin Sarah Kirsch. Bekannt wurde ein Doppelporträt des Hamburger Bürgermeisters Herbert Weichmann und seiner Ehefrau Elsbeth, das 1986 entstand und einen Ehrenplatz im Hamburger Rathaus erhielt.

## Ausstellungen
- Almut Heise, Pinakothek der Moderne, München (2024/2025)[2][3]

## Ehrungen
- 1975: Edwin-Scharff-Preis
- 1978/1979: Villa Massimo-Preis
- 2000: Kunstpreis Finkenwerder